# VIIe siècle en Lorraine

Cette page est une liste d'événements qui se sont produits au septième siècle sur le territoire actuel de la Lorraine.

## Éléments de contexte
- Début du Monachisme [1]

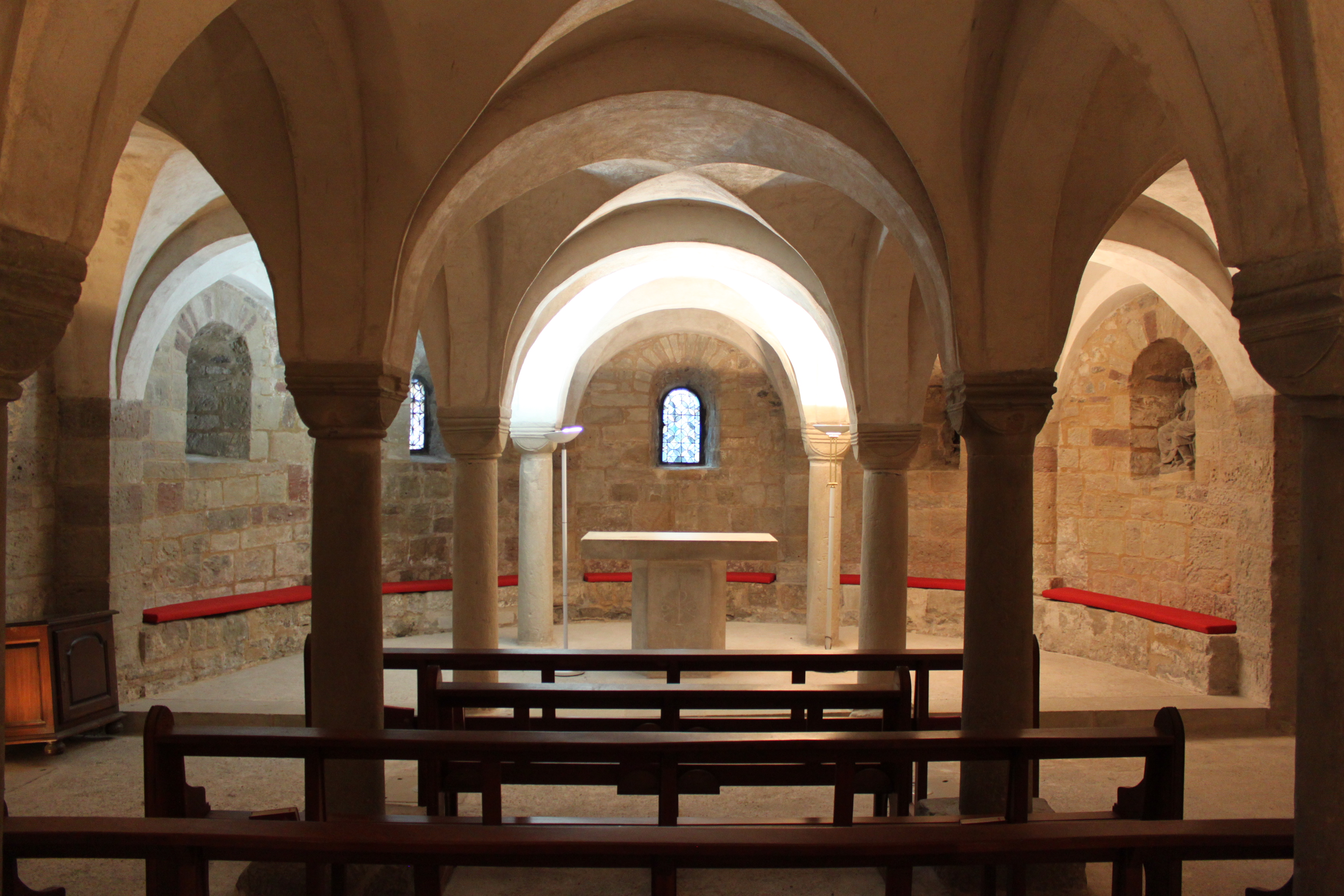
Crypte de l'ancienne abbatiale de Remiremont

- Début de la construction de l'Abbaye de Bonmoutier[2].
- Vic et Marsal sont les premières salines mentionnées dans les écrits des abbayes[3].
- Les abbesses de l'Abbaye de Remiremont[4]étaient élues par la communauté parmi les dames chanoinesses, et recevaient la consécration des seules mains du pape.

## Événements

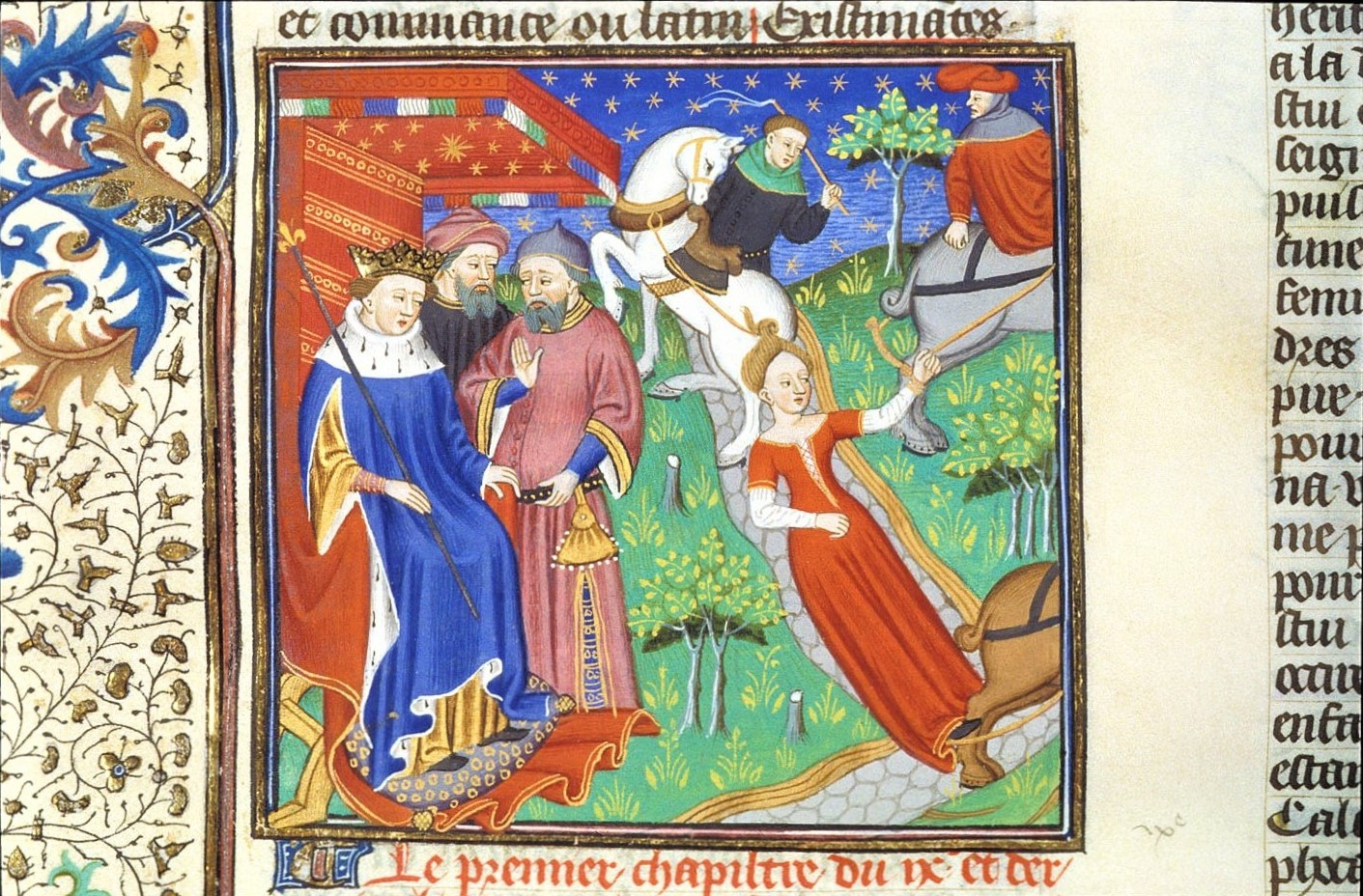
Mort de Brunhilde, British Library, Londres.

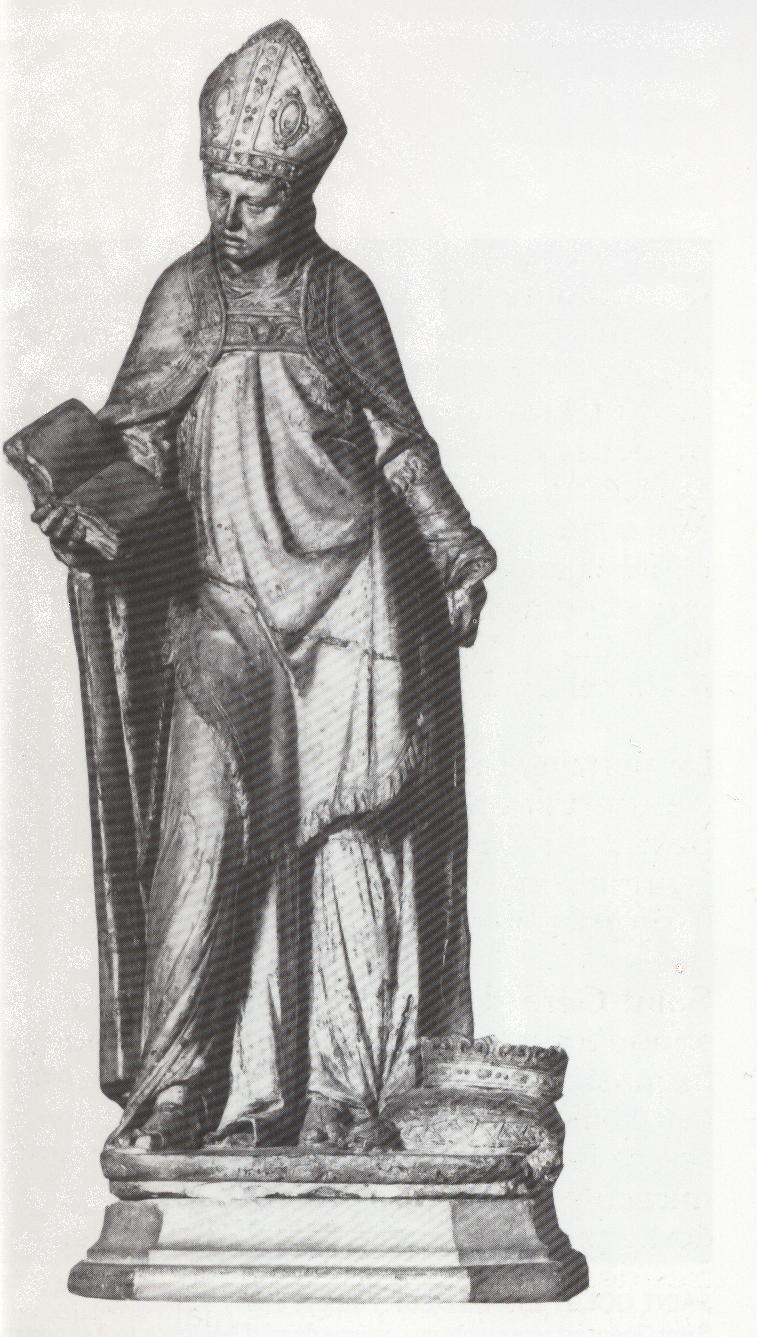
Saint Goéry ou Goëri

- 601 : Arnoald, aussi nommé Arnoldus (~ 560 † 611), 25e évêque de Metz de 601 ou 603 à 611.

- 610 : Thibert II d’Austrasie envahit l'Alsace, possession de son frère Thierry II[5]. Une assemblée générale convoquée à Selz doit fixer les limites des deux royaumes. Thibert s’y rend avec une forte armée. Thierry, qui n'a amené que 10 000 hommes (sic) est contraint de céder l’Alsace à son frère. Il perd aussi le Toulois, la Champagne de Troyes, le Saintois, et le Thurgau au-delà du Jura[6].

- 612 : bataille de Toul entre deux frères : Thibert II (ou Théodebert), roi d’Austrasie et Thierry II (ou Théodoric), roi de Bourgogne, dans le cadre d'une guerre commencée en 610, sans doute autour de la possession de l'Alsace. Thierry II (roi) devient roi d'Austrasie. Thibert II est probablement exécuté[7].

- 613 : Sigebert II succède à son père Thierry II (roi) sur le trône d'Austrasie[7], il est jeune, Brunehaut assure la tutelle. N'acceptant pas la tutelle de Brunehaut, les nobles austrasiens font appel à Clotaire II, qui envahit l'Austrasie ; Brunehaut et les fils de Thierry lui sont livrés. Les enfants sont exécutés à l'exception de Mérovée, filleul de Clotaire II, et peut-être de Childebert qui aurait pris la fuite. Brunehaut est également exécutée[8]. Clotaire II règnera sur l'Austrasie jusqu'en 623[7].

- 614 : Arnoul devient évêque de Metz[2].

- 620 : première communauté monastique de la région : l'abbaye de Remiremont, fondée par saint Romaric, seigneur à la cour de Clotaire II, sur un ancien oppidum romain. Romaric[9] avait été converti par saint Amé[10].

- 623 : Dagobert Ier succède à son père Clotaire II sur le trône d'Austrasie, il régnera jusqu'en 656[7].

- 625 : création du comté de Scarpone (« Pagus Scarponensis »), détaché de Toul qui dépendait alors du royaume de Bourgogne (date proposée par l'historien Louis Davillé).

- 629 : 
  - Au décès de  Clotaire II, son fils Dagobert Ier hérite de tout le royaume des Francs et installe sa capitale en région parisienne. Il quitte l'Austrasie[11].
  - Goëri devient évêque de Metz.

- Vers 630 - 650 : fondation de l'abbaye de Saint-Martin par  Sigebert III qui sera connu également sous le nom de Saint Sigisbert, saint patron, pour un temps, de la Lorraine[11].

- 634 : Sigebert III succède à son père Dagobert Ier sur le trône d'Austrasie, il régnera sur l'ensemble du royaume Franc en 656[7].

- 639 : 
  - Mort de Dagobert Ier
  - Sigebert III laisse Grimoald Ier, fils de Pépin de Landen et maire du palais, gérer l'Austrasie[11].
- 656 : 
  - 1er février : décès de Sigebert III[2].
  - Childebert III l'Adopté, fils de Grimoald Ier maire du palais d'Austrasie, adopté par Sigebert III monte sur le trône d'Austrasie[7].
  - Clodulf de Metz (né avant 610 - mort en 697), également connu comme Chlodulf[12], Clodoul[13], Cloud[14],[15] devient le 30e évêque de Metz, de 657 à 697. Il fut par la suite canonisé ; il est fêté le 11 janvier[16] ou le 8 juin[17].

- 660 - 670 : cinq abbayes sont fondées le long du Rabodeau et de la Moselle : à Saint-Dié, Senones, Étival (certaines sources évoquent 840) , Bonmoutier et Moyenmoutier[2].

- 663 : Childéric II, neveu de Sigebert III devient roi d'Austrasie[7].

- 675 : Dagobert II, fils de Sigebert III devient roi d'Austrasie[7].

- 679 : Dagobert II, dernier roi mérovingien d’Austrasie, est assassiné[18] au cours d’une partie de chasse en forêt de Woëvre, près de Stenay.

- Vers 680 : Pépin de Herstal devient Maire du Palais en Austrasie[18].

- 687 : Pépin le Jeune bat les Neustros-Bourguignons à la bataille de Tertry[18].